# Fatah
Fatah (Arabisch: الفتح, al-Fatah; letterlijk: 'Verovering') is een Palestijnse politieke beweging. Vroeger was het een guerrillabeweging, die later ook terroristische aanslagen pleegde. Tegenwoordig is Fatah een politieke partij. De Al-Aqsa Martelarenbrigade, die door onder andere de Europese Unie en de Verenigde Staten als terroristische organisatie wordt gezien, was eerder de gewapende tak van Fatah. Deze band werd echter in 2007 verbroken.

## Naamgeving
Fatah werd op 10 oktober 1959 mede door Yasser Arafat (1929-2004) in Koeweit opgericht. De naam is een omgekeerde afkorting van Harakat at-Tahrir al-Filastini ("Bevrijdingsbeweging van Palestina"). Niet omgekeerd zou dit namelijk "dood" betekenen in het Arabisch. De term Fatah wordt echter ook gebruikt om de islamitische uitbreiding in de 8e eeuw aan te duiden. Het logo van Fatah bestaat onder meer uit twee geweren met in het midden een landkaart in de vorm van het Mandaatgebied Palestina, dat tegenwoordig de staten Palestina en Israël omvat.

## Doelstellingen
De oorspronkelijke doelstellingen van Fatah, zoals die in het Handvest van de PLO waren geformuleerd, waren gericht op "de bevrijding van geheel Palestina": de "beëindiging" van het Zionisme en het herstellen van een staat Palestina op het oorspronkelijke grondgebied van het Brits Mandaatgebied Palestina (territorium 1921-1947). 
De belangrijkste oorspronkelijke doelstellingen van Fatah zoals geformuleerd in hun statuten waren:
- Artikel 12: Volledige bevrijding van Palestina en de uitroeiing van het zionistische economische, politieke, militaire en culturele bestaan.
- Artikel 13: Vestiging van een onafhankelijke democratische staat met volledige soevereiniteit in alle Palestijnse gebieden, en met Jeruzalem als hoofdstad; en met bescherming van de rechten en de gelijkberechtiging van de burgers, zonder enige vorm van raciale of religieuze discriminatie.

Sinds een stemming van de Palestijnse Nationale Raad (PNC) in 1996 zijn artikelen 6-10, 15, 19-23 en 30 van het Handvest volledig geschrapt, en delen van artikelen 1-5, 11-14, 16-18, 25-27 en 29 zijn nietig verklaard. Hierdoor heeft Fatah een andere rol aangenomen. Een aangepast handvest is echter tot op heden nog niet gepubliceerd.
Tegenwoordig streeft de beweging primair naar de stichting van een onafhankelijke Palestijnse staat, waarvan de Gazastrook en de Westelijke Jordaanoever (inclusief Oost-Jeruzalem) (territorium 1949-1967) deel moeten uitmaken.

## Aanslag in Nederland
Op 6 februari 1972 pleegden Fatah-terroristen gelijktijdig twee bomaanslagen op verdeelstations van de Gasunie. Bij de explosie op het verdeelstation in Ommen worden geen gasleidingen geraakt; bij de aanslag in Ravenstein wordt wel een gasleiding geraakt.

## Geschiedenis

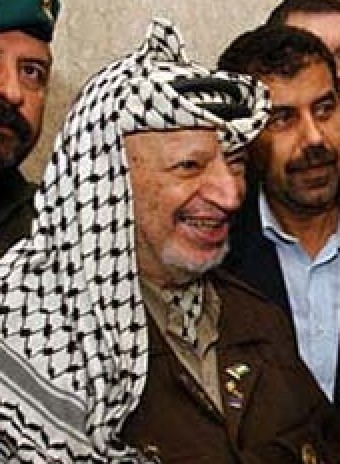
Mede-oprichter van Fatah, Yasser Arafat.

Fatah werd opgericht in 1958-1959 door leden van de Palestijnse diaspora. Dit waren voornamelijk hogeropgeleide Palestijnen die in de Golfstaten werkten. Zij waren vluchteling geweest in Gaza en waren gaan studeren in Caïro. De meest opmerkelijke van deze mensen was Yasser Arafat, die hoofd was van de Palestijnse studentenbeweging van 1952 tot 1956. Fatah werd de dominante kracht in de Palestijnse zaak na de Zesdaagse Oorlog van 1967. Deze oorlog deelde de genadeslag uit aan het Arabisch-nationalisme dat George Habash nog had geïnspireerd tot de Arabisch-nationalistische beweging.
Vanaf het begin stond de gewapende strijd, zoals die zich manifesteerde in de grote Arabisch-Palestijnse opstand van 1936–1939, en de militaire rol van de Palestijnse strijders in de Arabisch-Israëlische Oorlog van 1948, centraal voor Fatah. Fatah sloot zich aan bij de PLO en bemachtigde het leiderschap ervan in 1969. Dit nadat andere leden van de PLO (het Volksfront voor de Bevrijding van Palestina en het Democratisch Front voor de Bevrijding van Palestina) gemarginaliseerd waren. Een citaat van de BBC over deze periode is als volgt:
"Mr Arafat took over as chairman of the executive committee of the PLO in 1969, a year that Fatah is recorded to have carried out 2,432 guerrilla attacks on Israel."
De eerste guerrilla-aanval van Fatah vond plaats op 3 januari 1965. Zij probeerden toen de Israeli National Water Carrier te saboteren, die toen net begonnen was met werken. De aanval werd afgeslagen door de Israëlische veiligheidskrachten.
De leiders van Fatah werden naar Libanon verbannen vanuit Jordanië. Dit na gewelddadige confrontaties met het Jordaanse leger, die veel weg hadden van een oorlog. Dit vond plaats in 1970-1971 en begon met "Zwarte September" in 1970.
Tussen 1960 en 1980 zorgde Fatah voor training voor een brede radius aan groepen uit Europa, het Midden-Oosten, Azië en Afrika. Zij voerden ook meerdere aanvallen uit tegen Israëlische doelwitten in West-Europa en het Midden-Oosten in de jaren 70. Sommige militante groepen die zichzelf verbonden met Fatah, en andere die direct onder Fatah stonden, voerden vliegtuigkapingen uit en zelfs terroristische aanslagen. Zij werden vaak gelinkt aan de beweging "Zwarte September" van Aboe Nidal. Fatah kreeg wapens, explosieven en training van de voormalige Sovjet-Unie en van staten uit het Europese Oostblok. China zou ook wapens hebben geleverd. Ook het Japanse Rode Leger, de IRA, Libië, Soedan en Noord-Jemen zorgden voor steun in de vorm van trainingsfaciliteiten of door ondersteunende terreur uit te oefenen.
Toen Israël Libanon binnenviel in 1982 werd Fatah verspreid over meerdere landen in het Midden-Oosten met de hulp van de Verenigde Staten, sommige Europese overheden, Tunesië, Jemen, Algerije, Irak en andere. In de periode 1982-1993 bevond het Fatah-leiderschap zich in Tunesië. Het was ook hier dat Arafat een aanval van Israëlische vliegtuigen overleefde. Zij bombardeerden zijn hoofdkwartier op het moment dat hij normaal aanwezig zou zijn. Arafat had echter zijn chauffeur een omweg laten volgen op weg naar zijn hoofdkwartier.
Tot aan zijn dood was Arafat hoofd van de PLO. Hij werd opgevolgd door Farouk Kaddoumi, die kort na Arafats dood werd verkozen. Hij was ook de leider van Fatah. In de Socialistische Internationale heeft Fatah de status van "Observer Party", waarnemer.
Fatah steunde Mahmoud Abbas in de Palestijnse presidentsverkiezingen van 2005.
In 2005 behaalde Hamas een grote verkiezingsoverwinning in bijna alle gemeenteraden waar ze opkwamen. Fatah moest echter dringend hervormd worden. De BBC vernoemde het als volgt:
"the PA's performance has been a story of corruption and incompetence - and Fatah has been tainted." Political analyst Sallah Abdelshafi told BBC about the difficulties of Fatah leadership: "I think it's very, very serious - it's becoming obvious that they can't agree on anything."
Op 14 december 2005 verklaarde Marwan Barghouti vanuit een Israëlische gevangenis dat hij een nieuwe politieke partij had gevormd met de naam "al-Mustaqbal" (De Toekomst). Deze was voornamelijk samengesteld met leden van Fatahs "Jonge Garde". Dit toonde het ongenoegen onder de jongeren naar de "Oude Garde" toe. Deze Oude Garde bestond uit de Palestijnse leiders die in ballingschap in Tunesië waren en pas terugkeerden na de Oslo-akkoorden. Normaal zou deze partij apart meedoen aan de verkiezingen van januari 2006 en een tegenstander van Fatah zijn. Op 28 december 2005 kwamen Fatah en al-Mustaqbal echter overeen om samen naar de kiezer te gaan, geleid door Barghouti.
Fatah beschikte tot de Palestijnse parlementsverkiezingen van 2006 over een ruime meerderheid in het Palestijnse parlement. Bij deze laatste verkiezingen moest zij deze positie afstaan aan de radicaal-islamitische organisatie Hamas.

## Fatah en Hamas; water en vuur
Fatah was een lange tijd niet bereid om zich met de extreem-islamitische partij Hamas te verzoenen. Zo weigerde Fatah bijvoorbeeld deel te nemen aan een door Hamas gevormd kabinet na de verkiezingen van 2006, en beschreef de Nederlandse krant Parool de relatie als "lange tijd water en vuur".
Hamas streeft, zoals vastgelegd in hun oprichtingshandvest, naar een islamitische staat Palestina, met als doel "de banier van Allah over ieder stukje Palestina te hijsen". Fatah daarentegen streeft naar de stichting van een vrije, Arabisch-gezinde en gematigd socialistische republiek Palestina.
Bovendien heeft Fatah geconcludeerd dat geweld tegen Israël niet effectief is, omdat Israël steevast met harde hand terugslaat. Fatah heeft formeel "afstand gedaan van geweld", en leider Mahmoud Abbas heeft herhaaldelijk benadrukt: "Ik erken Israël… Ik verwerp geweld en terrorisme."
Fatah pleit ervoor om geweldloos te onderhandelen met Israël en zelfs bereid te zijn om Israël te erkennen in ruil voor de Gazastrook en de Westelijke Jordaanoever en een compensatieregeling voor de Palestijnse vluchtelingen die in 1948 of 1967 en daarna onteigend of verdreven werden.

## Fatah Youth
De Fatah Youth werd in 1995 onderscheiden met de Olof Palme-prijs, tegelijk dat jaar met de Israëlische Arbeidspartij en Peace Now.
Democratisch Front voor de Bevrijding van Palestina (DFLP) · Fatah · Hamas · Palestijnse Democratische Unie (FIDA) · Palestijns Nationaal Initiatief (PNI) · Palestijnse Volkspartij (PPP) · Palestijns Volksgevechtsfront (PPSF/PSF) · Volksfront voor de Bevrijding van Palestina (PFLP) · Volksfront voor de Bevrijding van Palestina - Algemeen Commando (PFLP-GC) · De Toekomst · Derde Weg Partij · As-Sa'iqa · Arabisch Bevrijdingsfront